# Koninkrijk Lombardije-Venetië

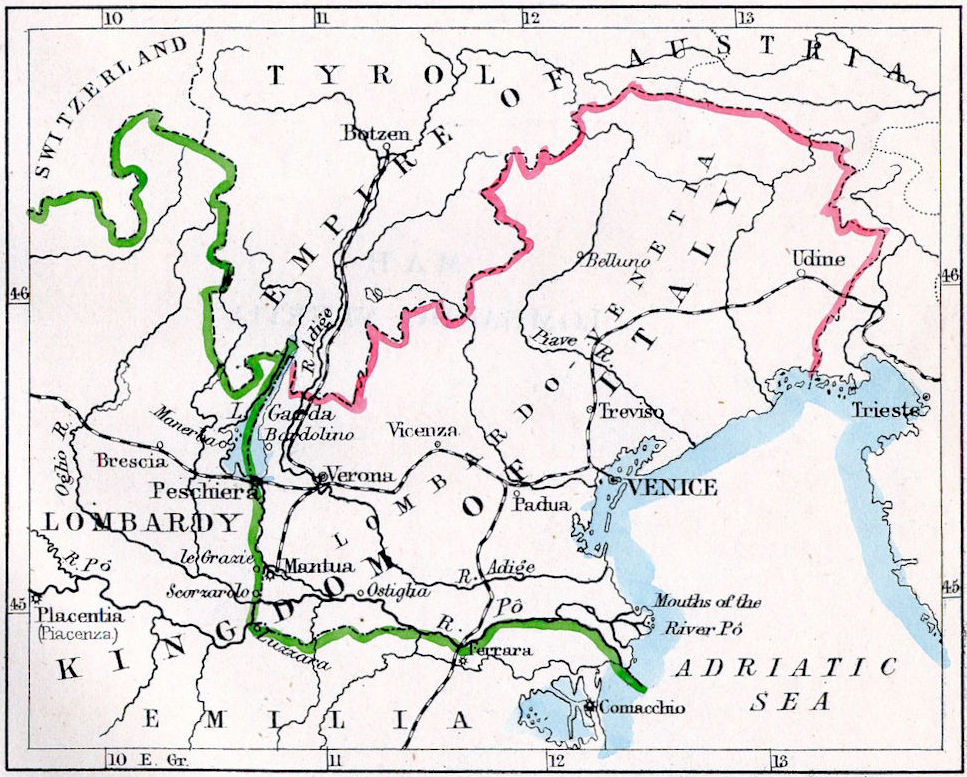
Oostelijk Lombardije-Venetië dat van 1859 tot 1866 Oostenrijks bleef

Het koninkrijk Lombardije-Venetië, ook wel het koninkrijk Lombardo-Venetië of het Lombardisch-Venetiaans Koninkrijk genoemd, was een bij het Congres van Wenen (1815) geschapen koninkrijk dat door personele unie verbonden was met het keizerrijk Oostenrijk. Het omvatte, zoals de naam al zegt, Lombardije (Oostenrijks gebied 1713-1796) en het gebied Venetië (Oostenrijks sinds 1797) inclusief de steden Venetië en Milaan.
De Oostenrijkse keizer Frans II liet zich in de Dom van Monza met de IJzeren Kroon der Longobarden tot koning kronen en stichtte de Orde van de IJzeren Kroon als Orde van Verdienste.
De Oostenrijkse Habsburgers regeerden het nieuwe koninkrijk op harde en absolutistische wijze. Ze brachten echter wel vrede, welvaart en stabiliteit en Italiaans nationalisme werd niet onderdrukt zodat Milaan centrum van de activiteiten van Giuseppe Mazzini en zijn Jong Italië werd.
De bevolking van Lombardije-Venetië groeide tussen 1817 en 1848 van 4 tot 5 miljoen. Men trachtte de stoomscheepvaart in te voeren en in 1840 werd begonnen met de aanleg van de eerste spoorlijn.
In het revolutiejaar 1848 brak er opstand uit. Veldmaarschalk Josef Radetzky wist echter de controle te behouden en versloeg tevens de troepen van het koninkrijk Sardinië die waren binnengevallen. Na deze opstand werden de met Sardinië collaborerende Italiaanse nationalisten vervolgd, opgesloten in het fort Spielberg in Brünn, alwaar enkele aanhangers van Mazzini werden geëxecuteerd.
Na de oorlog tegen Frankrijk en Sardinië in 1859 verloor Oostenrijk de westelijke helft met Lombardije en delen van Mantua aan Sardinië. Bij het Verdrag van Wenen van 1866 viel ook de oostelijke helft met Venetië toe aan het nieuwe koninkrijk Italië.

## Administratieve indeling
Het koninkrijk bestond uit de twee gouvernementen Lombardije en Venetië. Omstreeks 1840 werden de gouvernementen omgedoopt in kroonlanden. Deze waren weer onderverdeeld in provincies. De provincies in het kroonland Venetië waren vrijwel gelijk aan die in de republiek Venetië.
- kroonland Lombardije

| provincie     | voor 1797 deel van                                                   |
| ------------- | -------------------------------------------------------------------- |
| Milaan        | hertogdom Milaan                                                     |
| Pavia         | hertogdom Milaan                                                     |
| Lodi en Crema | hertogdom Milaan                                                     |
| Cremona       | hertogdom Milaan                                                     |
| Como          | hertogdom Milaan                                                     |
| Mantua        | hertogdom Mantua, vorstendom Castiglione en deel hertogdom Guastalla |
| Sondrio       | Graubünden (Veltlin, Bormio en Chiavenna)                            |
| Brescia       | Republiek Venetië                                                    |
| Bergamo       | Republiek Venetië                                                    |

- kroonland Venetië

| provincie | voor 1797 deel van |
| --------- | ------------------ |
| Venetië   | Republiek Venetië  |
| Padua     | Republiek Venetië  |
| Rovigo    | Republiek Venetië  |
| Verona    | Republiek Venetië  |
| Vicenza   | Republiek Venetië  |
| Treviso   | Republiek Venetië  |
| Belluno   | Republiek Venetië  |
| Udine     | Republiek Venetië  |

## Koningen
- 1815-1835: Frans I
- 1835-1848: Ferdinand I
- 1848-1866: Frans Jozef I

1867–1918

In de Rijksraad vertegenwoordigde koninkrijken en landen (Cisleithanië):
hertogdom Boekovina · koninkrijk Bohemen · koninkrijk Dalmatië · koninkrijk Galicië en Lodomerië · hertogdom Karinthië · hertogdom Krain · Küstenland (vorstelijk graafschap Görz en Gradisca, markgraafschap Istrië, vrije rijksstad Triëst) · markgraafschap Moravië · Neder-Oostenrijk · Opper-Oostenrijk · hertogdom Salzburg · Tsjechisch-Silezië · hertogdom Stiermarken · vorstelijk graafschap Tirol en land Vorarlberg

De landen van de Heilige Hongaarse Stefanskroon (Transleithanië):
Fiume met gebied · koninkrijk Hongarije · koninkrijk Kroatië en Slavonië . Militaire Grens (1867-1882)

Gemeenschappelijk bestuurd: condominium Bosnië en Herzegovina (1878-1918) . Novi Pazar met gebied (1878-1908) . Karpatische passengebied (1918) . bezette zone Tianjin (1901-1917)
Voor of in 1867 opgeheven

koninkrijk Illyrië (tot 1850) · vojvodschap Servië en Temesbanaat (tot 1860) · Koninkrijk Lombardije-Venetië (tot 1866) · grootvorstendom Zevenburgen (tot 1867)